# Aegidinus unicus
Aegidinus unicus är en skalbaggsart som beskrevs av Colby 2009. Aegidinus unicus ingår i släktet Aegidinus och familjen Hybosoridae. Inga underarter finns listade i Catalogue of Life.